# Eduard Sievers

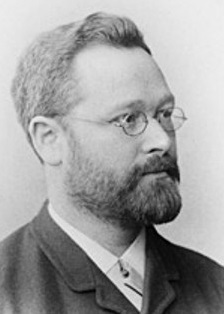
Eduard Sievers.

Georg Eduard Sievers, född den 25 november 1850 i Lippoldsberg i nuvarande Wesertal, död den 30 mars 1932 i Leipzig, var en tysk språkforskare med publikationer över i stort sett alla germanska språk. 

## Biografi
Sievers innehade professurer i Jena, Tübingen, Halle och Leipzig. Han nådde internationellt erkännande med sina rhythmisch-melodischen Studien (1912), där han utforskar det talade språkets melodi. Stödd på experiment med försökspersoner ställer Sievers upp teorin att litterära texter har en föreskriven melodi, given medvetet eller omedvetet av författaren, som återges snarlikt av flertalet läsare.
Efter Sievers är Sievers lag uppkallad, en lag om ljudskridningen i de indogermanska språken. Sievers spelar även en viktig roll för den kvantitativa lingvistiken. Han invaldes 1923 som utländsk ledamot av Kungliga Vetenskapsakademien.

## Verk i urval
- Grundzüge der Lautphysiologie zur Einführung in das Studium der Lautlehre der indogermanischen Sprachen Breitkopf & Härtel, Leipzig 1876. (4  ytterligare upplagor 1881, 1885, 1893 och 1901 under titeln Grundzüge der Phonetik zur Einführung in das Studium der Lautlehre der indogermanischen Sprachen)
- Eduard Sievers: Rhythmisch-melodische Studien. Vorträge und Aufsätze Winter, Heidelberg 1912.